# Blaženak
Blaženak (turica; lat. Geum, sin. Acomastylis), rod vazdazelenih i listopadnih trajnica iz porodice Rosaceae. Postoji oko 90 vrsta.
U Hrvatskoj postoje četiri vrste grimiznocrveni blaženak (G. coccineum), gorski blaženak (G. montanum), potočni blaženak (G. rivale) i pravi blaženak (G. urbanum)

## Opis
Blaženak, (rod Geum), rod od oko 50 vrsta višegodišnjih cvjetnica iz porodice ruža (Rosaceae). Većina vrsta nalazi se u sjevernom ili južnom umjerenom pojasu ili na Arktiku, a nekoliko se uzgaja zbog svojih bijelih, crvenih, narančastih ili žutih cvjetova. Blaženak rijetko naraste više od 60 cm (2 stope). Imaju bazalne listove koji su složeni ili duboko režnjeviti. Cvjetovi s pet latica, obično 2-3 cm (oko 1 inča) u promjeru, pojedinačni su ili tvore male grozdove.

## Vrste
1. Geum aleppicum Jacq.
2. Geum andicola (Phil.) Reiche
3. Geum boliviense Focke
4. Geum brevicarpellatum F.Bolle
5. Geum bulgaricum Pancic
6. Geum calthifolium Menzies ex Sm.
7. Geum canadense Jacq.
8. Geum capense Thunb.
9. Geum coccineum Sm.
10. Geum cockaynei (F.Bolle) Molloy & C.J.Webb
11. Geum divergens Cheeseman
12. Geum elatum Wall. ex G.Don
13. Geum fragarioides (Michx.) Smedmark
14. Geum geniculatum Michx.
15. Geum glaciale Adams ex Fisch.
16. Geum heterocarpum Boiss.
17. Geum hispidum Fr.
18. Geum involucratum Juss. ex Pers.
19. Geum japonicum Thunb.
20. Geum kokanicum Regel & Schmalh.
21. Geum laciniatum Murray
22. Geum lechlerianum Schltdl.
23. Geum leiospermum Petrie
24. Geum macrophyllum Willd.
25. Geum macrosepalum Ludlow
26. Geum magellanicum Comm. ex Pers.
27. Geum mexicanum Rydb.
28. Geum molle Vis. & Pancic
29. Geum montanum L.
30. Geum peckii Pursh
31. Geum pentapetalum (L.) Makino
32. Geum peruvianum Focke
33. Geum pusillum Petrie
34. Geum pyrenaicum Mill.
35. Geum quellyon Sweet
36. Geum radiatum Michx.
37. Geum reptans L.
38. Geum rhodopeum Stoj. & Stef.
39. Geum riojense F.Bolle
40. Geum rivale L.
41. Geum rossii (R.Br.) Ser.
42. Geum roylei Wall.
43. Geum rupestre (T.T.Yu & C.L.Li) Smedmark
44. Geum sikkimense Prain
45. Geum speciosum (Albov) Albov
46. Geum sylvaticum Pourr.
47. Geum talbotianum W.M.Curtis
48. Geum triflorum Pursh
49. Geum uniflorum Buchanan
50. Geum urbanum L.
51. Geum vernum (Raf.) Torr. & A.Gray
52. Geum virginianum L.
53. Geum ×aurantiacum Fr. ex Scheutz
54. Geum ×intermedium Ehrh.
55. Geum ×macranthum (Kearney ex Rydb.) B.Boivin
56. Geum ×pulchrum Fernald
57. Geum ×spurium C.A.Mey.
58. Geum ×sudeticum Tausch

## Sinonimi
- Acomastylis Greene
- Adamsia Fisch. ex Steud.
- Bernullia Neck. ex Raf.
- Caryophyllata Mill.
- Erythrocoma Greene
- Geopatera Pau
- × Gerageum Soják
- Geuncus Raf.
- Geunsia Raf.
- × Geversia Dostál
- Novosieversia F.Bolle
- Oncostylus (Schltdl.) F.Bolle
- Oreogeum (Ser.) E.I.Golubk.
- Orthurus Juz.
- Parageum Nakai & H.Hara
- Streptilon Raf.
- Stylypus Raf.
- Taihangia T.T.Yu & C.L.Li
- Woronowia Juz.